# USS LST-871
O USS LST-871 foi um navio de guerra norte-americano da classe LST que operou durante a Segunda Guerra Mundial.